# Martina Favaretto
Martina Favaretto (ur. 15 listopada 2001 w Camposampiero) – włoska florecistka, trzykrotna medalistka mistrzostw świata.
W 2018 roku zdobyła srebro wśród juniorek i brąz wśród kadetek na mistrzostwach świata juniorów w Weronie. Na rozgrywanych rok później mistrzostwach świata juniorów w Toruniu zdobyła srebro w rywalizacji indywidualnej juniorek.
Podczas mistrzostw świata w Kairze w 2022 roku Włoszki w składzie: Arianna Errigo, Martina Favaretto, Francesca Palumbo i Alice Volpi zdobyły złoty medal w zawodach drużynowych. Wynik ten powtórzyła na mistrzostwach świata w Mediolanie w 2023 roku. Zdobyła tam również brązowy medal w turnieju indywidualnym, plasując się za Volpi i Errigo.
Na mistrzostwach Europy w Antalyi (2022) zdobyła drużynowo złoty medal. Podczas mistrzostw Europy w Płowdiwie rok później była druga indywidualnie.
Na igrzyskach europejskich w Krakowie w 2023 roku zdobyła złoto w zawodach drużynowych.